# Parlamentarische Linke
Die Parlamentarische Linke in der SPD-Bundestagsfraktion (PL) ist ein Zusammenschluss von Bundestagsabgeordneten der SPD. Sie ist neben den Seeheimern und dem Netzwerk Berlin eine der drei politischen Strömungen innerhalb der SPD-Bundestagsfraktion und mit 90 Mitgliedern deren zweitgrößter organisierter Flügel.

## Geschichte
Nach der Bundestagswahl 1969 zogen einige Dutzend junger Sozialdemokraten erstmals in den Bundestag ein. Etwa zwanzig von ihnen, darunter Björn Engholm, Günter Wichert und Karl-Heinz Walkhoff, schlossen sich auf Initiative von Hans Matthöfer erstmals als Linke innerhalb der SPD-Bundestagsfraktion zusammen. Ein unmittelbarer Anlass zur Gründung war die als autoritär empfundene Fraktionsführung. Viele der neuen Abgeordneten wollten sich nicht mit der ihnen zugedachten Rolle „als parlamentarische Erfüllungsgehilfen der Exekutive“ zufriedengeben. Diese Gruppe der 16. Etage verdankte ihren Namen der Tatsache, dass ein Gros ihrer Mitglieder auf der 16. Etage des Langen Eugen, des Hauptstandorts der Büros der Mitglieder des Deutschen Bundestages in Bonn, saß. Der von der Presse auch als „Juso-Lobby“ bezeichnete Zusammenschluss fiel zu Beginn auch durch Aktionen im Geiste der Außerparlamentarischen Opposition (APO) auf. Sechs der neuen Abgeordneten lebten zunächst in einer von Journalisten zur „Abgeordnetenkommune“ stilisierten Wohngemeinschaft, in der es regelmäßig zu Diskussionen mit Journalisten und Jusos kam.
Schnell professionalisierte sich die Gruppe. Nach der Bundestagswahl 1972 kamen auf Einladung von Karl-Heinz Hansen 34 linke SPD-Bundestagsabgeordnete in Leverkusen zusammen, um sich als linker Zusammenschluss in der SPD-Bundestagsfraktion neu aufzustellen. Ein zentraler Grund für die Reorganisierung als Leverkusener Kreis blieb das gemeinsame Interesse, die sozialdemokratische Fraktion demokratischer zu organisieren und die Partizipationsmöglichkeiten der einzelnen Abgeordneten zu erweitern. Dafür war eine professionellere Arbeitsorganisation vonnöten. Wichtig blieb die Zusammenarbeit mit den im Frankfurter Kreis organisierten Parteilinken um Jochen Steffen und Peter von Oertzen. Rolf Mützenich, heute Mitglied der Parlamentarischen Linken und von 2019 bis 2025 Vorsitzender der SPD-Bundestagsfraktion, arbeitete in der AG Frieden im Leverkusener Kreis mit.
Die Enttäuschung über das relative Scheitern weitreichender Reformvorhaben in der sozialliberalen Koalition, aber auch die Konflikte um die Anti-Terror-Gesetze oder den NATO-Doppelbeschluss sorgten für zunehmende Spannungen. Mit dem Ziel, die internen Differenzen zu überwinden und die alte Schlagkraft wiederherzustellen, kam es 1980 zur unter anderem von Peter Conradi initiierten Neuformierung der Linken als Parlamentarische Linke.

## Inhaltliches Profil
Die Mitglieder der Parlamentarischen Linken eint die „Zugehörigkeit zur SPD-Linken“. Anspruch ist es, einen „linken Pragmatismus der schrittweisen Verbesserungen“ mit der großen Idee linker Reformpolitik zu vermitteln.
Das Profil der Parlamentarischen Linken baut grundsätzlich auf der bis in die 1990er-Jahre bestehenden Programmatik der SPD auf. In der Wirtschafts- und Sozialpolitik vertritt sie keynesianische Ansätze. Die weitgehend angebotspolitischen Reformen der Agenda 2010 wurden von ihr kritisch bewertet, wenngleich keine offiziellen Forderungen nach einer Wiederaufhebung von zentralen Reformmaßnahmen wie der Arbeitsmarktreformen erhoben, sondern vielmehr deutliche Korrekturen angemahnt werden. Im Bereich der Steuerpolitik fordert sie unter anderem eine höhere Erbschaftsteuer und die Wiedereinführung der Vermögensteuer. Ausgehend von der keynesianischen Grundhaltung lehnte sie eine strikte Begrenzung der Staatsverschuldung und auch die erfolgte Einführung einer sogenannten Schuldenbremse ab.
In der jüngeren Vergangenheit hat sich die Parlamentarische Linke immer wieder in öffentliche Debatten eingemischt. So hat sie sich für eine progressive Veränderung der Freihandelsabkommen TTIP und CETA oder für die inhaltliche Weiterentwicklung der Sozialdemokratie positioniert. In einem Positionspapier zur Corona-Krise betont die Parlamentarische Linke die Bedeutung eines „handlungsfähigen Staats“ auch über Krisenphasen hinaus, spricht sich für eine Stärkung der „Gesundheits- und Daseinsvorsorge in öffentlicher Hand“ und eine „koordinierte nationale und europäische Wirtschaftspolitik zur Überwindung der Krise und einen auf Nachhaltigkeit, Innovation und gute Beschäftigung ausgerichteten sozial-ökologischen Deal für Europa“ aus.
Der in Reaktion auf den russischen Überfall auf die Ukraine 2022 von Bundeskanzler Olaf Scholz angekündigte Wandel in der deutschen Außen- und Sicherheitspolitik wurde von der Parlamentarischen Linken grundsätzlich nicht als Abkehr von den Grundsätzen einer sozialdemokratischen Friedenspolitik bewertet. In einem im März 2022 verfassten Positionspapier betonte die Parlamentarische Linke die Notwendigkeit einer angemessen finanzierten und ausgerüsteten Bundeswehr, erklärte zugleich aber ihren Widerstand gegen Kürzungen in der Entwicklungszusammenarbeit. Angesichts der sozialen Folgen der Energiepreissteigerungen forderte die PL „einen wirksamen Maßnahmenmix“ zur Entlastung von Menschen mit niedrigen und mittleren Einkommen. Zur Finanzierung dieser Entlastungen sprach sich die Parlamentarische Linke u. a. für die Aussetzung der Schuldenbremse auch für das Jahr 2023, eine einmalige Vermögensabgabe, eine Sondersteuer auf die Gewinne der Energieunternehmen und eine stärkere Besteuerung hoher Einkommen aus. Im Sommer 2022 stellte die PL ein Konzept für eine Vermögensabgabe vor. Auf Grund hoher Freibeträge und eines progressiven Abgabetarifs sollen lediglich besonders große Vermögen belastet werden. Das Konzept geht von einem Gesamtaufkommen im niedrigen bis mittleren dreistelligen Milliardenbereich aus. So sollen weitere Entlastungen für Bürger finanziert und in der Krise wichtige Wachstumsimpulse gesetzt werden.

## Leitung und bekannte Mitglieder
Seit der 21. Wahlperiode sind Carmen Wegge, Dagmar Schmidt und Wiebke Esdar gleichberechtigte Sprecherinnen der Parlamentarischen Linken. Dem vierköpfigen Vorstand gehört außerdem Schatzmeister Hakan Demir an. Zum erweiterten Vorstand der Parlamentarischen Linken zählen u. a. der umweltpolitische Sprecher Jakob Blankenburg, Annika Klose, Heike Heubach und Ralf Stegner.
Zum Ende der 19. Wahlperiode gehörten der Parlamentarischen Linken 71 Mitglieder an. Auch nach der Bundestagswahl 2021 war die PL mit 95 Mitgliedern zunächst der größte organisierte Flügel in der SPD-Bundestagsfraktion. Nach der Bundestagswahl 2025 erlebte aufgrund des Wahlergebnisses auch die Parlamentarische Linke eine massive Schrumpfung der eigenen Mitglieder. Sie ist jedoch wieder die größte Strömung innerhalb der Fraktion. Zu ihren Mitgliedern zählen neben der ehemaligen SPD-Co-Bundesvorsitzenden Saskia Esken und dem ehemaligen Fraktionsvorsitzenden Rolf Mützenich unter anderem auch SPD-Parteivorsitzende Bärbel Bas, SPD-Generalsekretär Tim Klüssendorf, Entwicklungsministerin Reem Alabali-Radovan, Vizepräsidentin des Deutschen Bundestags Josephine Ortleb, der frühere Bundesminister für Gesundheit Karl Lauterbach und die ehemalige Bundesministerin für wirtschaftliche Zusammenarbeit und Entwicklung Svenja Schulze.
Ehemalige Mitglieder der Parlamentarischen Linken bzw. ihrer Vorgängerorganisationen sind unter anderem Björn Engholm, Heide Simonis, Heidemarie Wieczorek-Zeul, Edelgard Bulmahn, Wolfgang Thierse, Andrea Nahles und Katarina Barley.

### Vorstand
- Wiebke Esdar, Sprecherin der Parlamentarischen Linken
- Dagmar Schmidt, Sprecherin der Parlamentarischen Linken und stellvertretende Vorsitzende der SPD-Bundestagsfraktion
- Carmen Wegge, Sprecher der Parlamentarischen Linken
- Hakan Demir, Schatzmeister der Parlamentarischen Linken

### Erweiterter Vorstand
- Jakob Blankenburg
- Jürgen Coße
- Frauke Heiligenstadt
- Heike Heubach
- Oliver Kaczmarek
- Annika Klose
- Tanja Machalet
- Ralf Stegner

### Weitere bekannte Mitglieder
- Rolf Mützenich, ehemaliger Vorsitzender der SPD-Bundestagsfraktion
- Matthias Miersch, SPD-Generalsekretär und Vorsitzender der SPD-Bundestagsfraktion
- Tim Klüssendorf, SPD-Generalsekretär
- Gabriela Heinrich, stellvertretende Vorsitzende der SPD-Bundestagsfraktion
- Josephine Ortleb, Parlamentarische Geschäftsführerin der SPD-Bundestagsfraktion und Vizepräsidentin des Deutschen Bundestages
- Bärbel Bas, ehemalige Schatzmeisterin der Parlamentarischen Linken und ehemalige Bundestagspräsidentin
- Christine Lambrecht, ehemalige Schatzmeisterin der Parlamentarischen Linken und ehemalige Bundesministerin der Verteidigung
- Karl Lauterbach, ehemaliger Bundesminister für Gesundheit
- Svenja Schulze, frühere Bundesministerin für wirtschaftliche Zusammenarbeit und Entwicklung
- Bärbel Kofler, Parlamentarische Staatssekretärin bei der Bundesministerin für wirtschaftliche Zusammenarbeit und Entwicklung
- Cansel Kiziltepe, ehemalige Parlamentarische Staatssekretärin bei der Bundesministerin für Wohnen, Stadtentwicklung und Bauwesen
- Saskia Esken, frühere Co-Bundesvorsitzende der SPD
- Kevin Kühnert, ehemaliger Juso-Bundesvorsitzender und ehemaliger SPD-Generalsekretär
- Dietmar Nietan, Bundesschatzmeister der SPD
- Sarah Ryglewski, ehemalige Staatsministerin für Bund-Länder-Beziehungen beim Bundeskanzler
- Reem Alabali-Radovan, Staatsministerin beim Bundeskanzler und Beauftragte der Bundesregierung für Migration, Flüchtlinge und Integration
- Michael Roth, Vorsitzender des Auswärtigen Ausschusses
- Ulrike Bahr, Vorsitzende des Ausschusses für Familie, Senioren, Frauen und Jugend
- Martina Stamm-Fibich, Vorsitzende des Petitionsausschusses
- Bernd Rützel, Vorsitzender des Ausschusses für Arbeit und Soziales
- Niels Annen, Parlamentarischer Staatssekretär im Bundesministerium für wirtschaftliche Zusammenarbeit und Entwicklung
- Sebastian Roloff, Co-Vorsitzender vom Forum Demokratische Linke 21

### Bekannte ehemalige Mitglieder
- Hans Matthöfer, u. a. Bundesminister für Forschung und Technologie (1974–1978) und Bundesminister der Finanzen (1978–1982)
- Björn Engholm, u. a. Bundesminister für Bildung und Wissenschaft (1981–1982), Ministerpräsident des Landes Schleswig-Holstein (1988–1993) und SPD-Bundesvorsitzender (1991–1993)
- Herta Däubler-Gmelin, u. a. Bundesministerin der Justiz (1998–2002)
- Heide Simonis, u. a. Ministerpräsidentin des Landes Schleswig-Holstein (1993–2005)
- Karsten Voigt, Juso-Bundesvorsitzender (1969–1972)
- Heidemarie Wieczorek-Zeul, u. a. Bundesministerin für wirtschaftliche Zusammenarbeit und Entwicklung (1998–2009)
- Hermann Scheer, Mitglied des Deutschen Bundestages (1980–2010) und Mitglied des Bundesvorstandes der SPD (1993–2009)
- Michael Müller, u. a. ehemaliger Sprecher der Parlamentarischen Linken (1998–2006) und seit 1995 Vorsitzender der Naturfreunde Deutschlands
- Edelgard Bulmahn, u. a. Bundesministerin für Bildung und Forschung (1998–2005)
- Wilhelm Schmidt, ehemaliger Erster Parlamentarischer Geschäftsführer der SPD-Bundestagsfraktion und seit 2021 Ehrenvorsitzender der Arbeiterwohlfahrt
- Ernst Ulrich von Weizsäcker, Ko-Präsident des Club of Rome (2012–2018)
- Lale Akgün, u. a. Mitglied des Deutschen Bundestages (2002–2009)
- Klaus Uwe Benneter, Juso-Bundesvorsitzender (1977) und SPD-Generalsekretär (2004–2005)
- Ortwin Runde, u. a. Erster Bürgermeister von Hamburg (1997–2001)
- Wolfgang Thierse, u. a. Präsident des Deutschen Bundestages (1998–2005)
- Ottmar Schreiner, u. a. Mitglied des Deutschen Bundestages (1980–2013), stellvertretender Fraktionsvorsitzender der SPD-Bundestagsfraktion (1997–1998), Bundesgeschäftsführer der SPD (1998–1999)
- Carsten Sieling, u. a. ehemaliger Sprecher der Parlamentarischen Linken (2014–2015) und Präsident des Senats und Bürgermeister der Freien Hansestadt Bremen (2015–2019)
- Andrea Nahles, u. a. SPD-Generalsekretärin (2009–2013), Bundesministerin für Arbeit und Soziales (2013–2017), Vorsitzende der SPD-Bundestagsfraktion (2017–2019) und SPD-Bundesvorsitzende (2018–2019)
- Katarina Barley, u. a. Bundesministerin für Familie, Senioren, Frauen und Jugend (2017–2018), Bundesministerin der Justiz und für Verbraucherschutz (2018–2019) und seit 2019 Vizepräsidentin des Europäischen Parlaments
- Yasmin Fahimi, Vorsitzende des Deutschen Gewerkschaftsbundes

## Sprecher
- 1998–2006: Michael Müller
- 2006–2014: Ernst Dieter Rossmann
- 2014–2015: Carsten Sieling
- 2015–2022: Matthias Miersch
- 2022–2024: Matthias Miersch, Wiebke Esdar, Sönke Rix
- Februar bis Oktober 2024: Matthias Miersch, Wiebke Esdar, Tim Klüssendorf
- Seit Oktober 2024: Dagmar Schmidt, Wiebke Esdar, Tim Klüssendorf
- Seit Juli 2025: Dagmar Schmidt, Wiebke Esdar, Carmen Wegge